# قطعنامه ۲۱۷ شورای امنیت
قطعنامه ۲۱۷ شورای امنیت سازمان ملل متحد که در تاریخ ۲۰ نوامبر ۱۹۶۵ تصویب شد، سندی بین‌المللی دربارهٔ سؤال در رابطه با وضعیت در روزدیای جنوبی است. این قطعنامه طی نشست ۱۲۶۵ام
با ۱۰ موافق،۰ مخالف و۱ ممتنع تصویب شد.در این قطعنامه شورای امنیت از کلیه کشورها خواست تا از به رسمیت شناختن در روزدیای جنوبی خودداری کنند.